# Bepitherium
Bepitherium is een geslacht van uitgestorven perissodactyle zoogdieren dat behoort tot de Palaeotheriidae. Het leefde in het Vroeg-Eoceen (ongeveer 55 - 49 miljoen jaar geleden) en zijn fossiele overblijfselen zijn gevonden in Spanje.

## Naamgeving
Bepitherium jurdifusalbae werd voor het eerst beschreven in 2004 door Lluis Checa en Ferran Colombo, op basis van fossiele overblijfselen gevonden in Spanje, in het gebied van Tarragona, in landen van het Vroeg-Eoceen. Het holotype is IPS 319, een stuk schedel. De geslachtsnaam eert Josep 'Bep' Quintana die het stuk prepareerde. De soortaanduiding eert wijlen Jordi Fusalba, een vriend van de beschrijvers.

## Beschrijving
Bepitherium is alleen bekend van zeer gedeeltelijke fossielen van de schedel en tanden, en het is daarom onmogelijk om het uiterlijk getrouw te reconstrueren. Uit de vergelijking met beter bekende dieren, zoals Pachynolophus, kan worden aangenomen dat Bepitherium zowel qua uiterlijk als qua grootte veel leek op een moderne duiker. Bepitherium werd gekenmerkt door de aanwezigheid van de eerste bovenste premolaar, door de aanwezigheid van tandcement op de labiale zijde van de premolaren en op de paraconide en metaconide van de kiezen, door de aanwezigheid van een V-vormige pseudometaloof op de derde en vierde premolaren die zich posterolabiaal uitstrekten en dan van baan veranderen en transversaal of parallel worden ten opzichte van de protoloof. Bepitherium werd ook gekenmerkt door de afwezigheid van de plooien van de mesostyle en de metaconide, terwijl de derde bovenmolaar was uitgerust met een achterste cingulum, een metastyle en een prominente parastyle; ten slotte hadden de kiezen een transversale protoloof en een schuine metaloof.

## Classificatie
Bepitherium was een archaïsch lid van de palaeoteriiden, een groep van perissodactylen vergelijkbaar met paardachtigen maar met verschillende gebitsspecialisaties; in het bijzonder behoorde Bepitherium tot de basale familie van de Pachynolophinae, maar het was uniek in de rangschikking van tandcement in de premolaren en kiezen en in de eigenaardige vorm van de pseudometalofide.